# Сариолен (Тарбагатайський район)
Сариоле́н (каз. Сарыөлең) — село у складі Тарбагатайського району Східноказахстанської області Казахстану. Входить до складу Жанааульський сільського округу.
Населення — 117 осіб (2021; 221 у 2009, 564 у 1999, 627 у 1989).
Національний склад станом на 1989 рік:
- казахи — 100 %